# Josef Signer

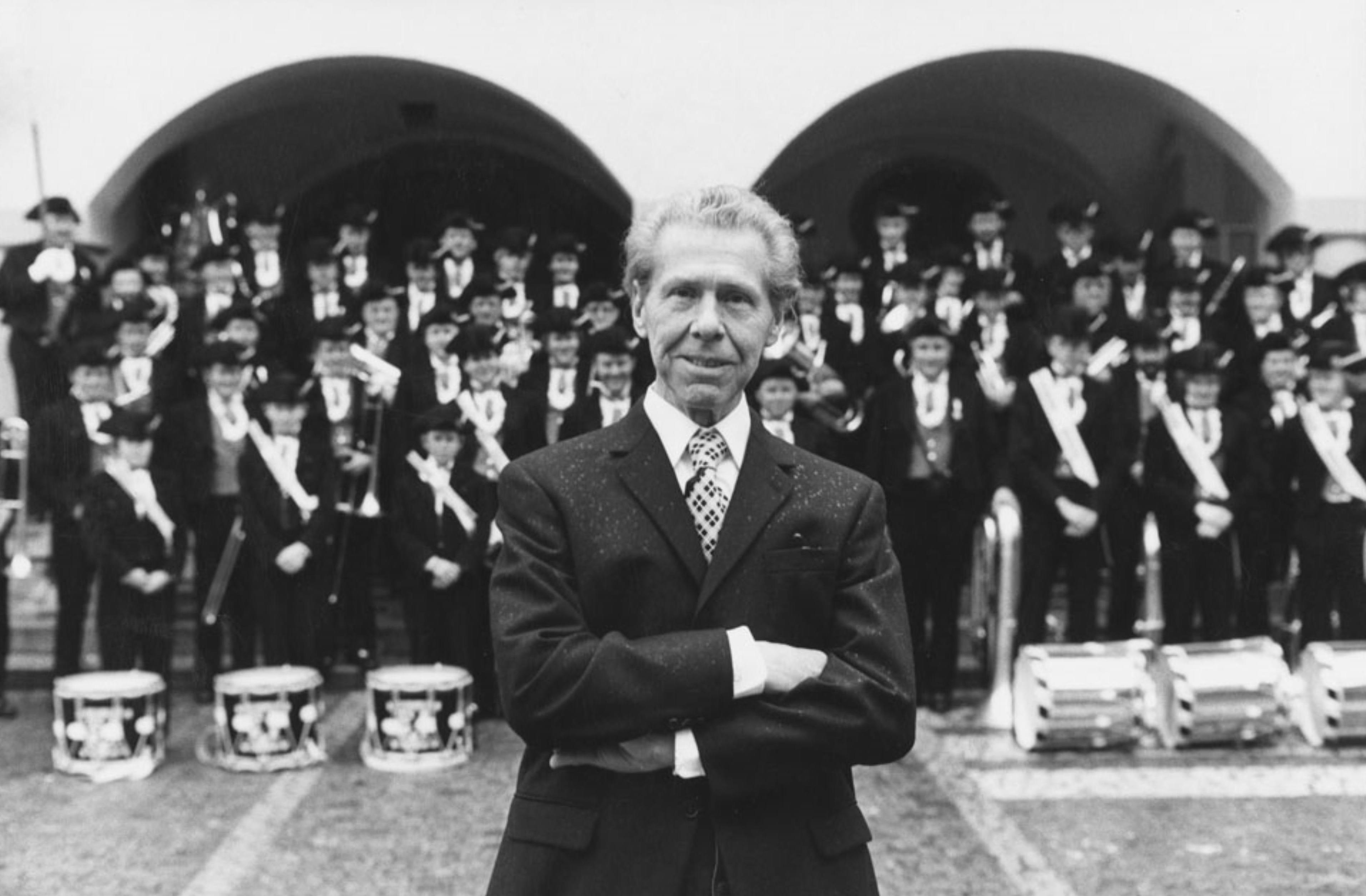
Josef Signer bei seinem letzten Auftritt als Dirigent der Musikgesellschaft Harmonie Appenzell am Landsgemeindesonntag 1977 in Appenzell

Josef Signer (* 15. Mai 1904 in Rickenbach TG; † 9. September 1983 in Appenzell; heimatberechtigt in Appenzell) war ein Schweizer Musiker und Dirigent aus dem Kanton Appenzell Innerrhoden. 1975 erhielt er den ersten Innerrhoder Kulturpreis.

## Leben und Wirken
Josef Signer war der Sohn des Käsers Josef Sebastian Signer (1879–1927) und von Maria Benedikta Dörig (1882–1969). Er besuchte die Primarschule in Lichtensteig und danach die Realschule am Kollegium St. Antonius in Appenzell. Bereits in der Kindheit und Jugend sang er im Chor und spielte in verschiedenen Formationen Geige, Trompete und Klarinette. Nach dem Umzug der Familie nach Wil begann er die Entwerfer-Schule für Stickereizeichner in St. Gallen. Wegen der Krise der Textilindustrie in den 1920er-Jahren entschloss er sich auf Anraten des Wiler Kirchenmusikers Johann Baptist Hilber zu einer Ausbildung als Musiker am Konservatorium Zürich. Studienaufenthalte in Mailand (Geige) und Paris (Blasmusik) folgten. Der Studienabschluss erfolgte 1928, woraufhin Signer in seine Heimat Appenzell zurückkehrte.
Der junge Musiker konnte 1929 die traditionsreiche Musikgesellschaft Harmonie Appenzell als Dirigent übernehmen. Ab 1930 gab er zudem Instrumentalunterricht am Kollegium St. Antonius in Appenzell, den er zeitweise für die ganze Schule fast alleine bestritt. Hinzu kamen private Unterrichtsstunden. 1932 heiratete er Milly Brander. Der Ehe entsprossen drei Söhne, darunter der international bekannte Künstler Roman Signer.
Neben der «Harmonie Appenzell» leitete Josef Signer von 1939 bis 1948 den Männerchor Appenzell, von 1948 bis 1963 die Stadtmusik St. Gallen, von 1949 bis 1978 den Cäcilienverein Appenzell (Kirchenchor) und von 1966 bis 1979 die Bürgermusik Gonten. 1954 wurde er zum Ehrendirektor der «Harmonie Appenzell» ernannt. Seinen letzten Auftritt mit diesem Verein hatte er nach 48 Jahren am Landsgemeindesonntag 1977, dem traditionellen Höhepunkt im Vereinsjahr.
Durch seine vielfältige Tätigkeit wurde Josef Signer, genauso wie auch sein jüngerer Bruder Alfred, zu einer der prägendsten Musiker-Figuren im Kanton Appenzell Innerrhoden. Die Verleihung des ersten Innerrhoder Kulturpreises durch die kantonale Stiftung Pro Innerrhoden 1975 würdigte sein langjähriges Schaffen. Josef Signer verstarb im Alter von 79 Jahren.